# Шевлягін Дмитро Петрович
Дмитро Петрович Шевлягін (18 жовтня 1913, село Смирново, тепер Нижньогородської області, Російська Федерація — 30 листопада 1969, місто Алжир, Алжир) — радянський діяч, дипломат, надзвичайний і повноважний посол СРСР в Алжирі, завідувач відділу інформації ЦК КПРС. Член Центральної Ревізійної комісії КПРС у 1966—1969 роках. Депутат Верховної Ради Російської РФСР 7-го скликання.

## Життєпис
Народився в селянській родині. У 1930 році закінчив середню школу в місті Нижньому Новгороді.
З червня по жовтень 1930 року — інструктор стрілецької справи при Нижньогородській крайовій раді Осоавіахіму.
У жовтні 1930 — серпні 1934 року — студент Московського інституту радянського права. Під час навчання був членом бюро ВЛКСМ і пропагандистом. У серпні 1934 — серпні 1935 року — аспірант Московського інституту радянського права.
У серпні 1935 — січні 1937 року —  Вищі юридичні курси Академії зовнішньої торгівлі.
З січня по жовтень 1937 року — юрист (юрисконсульт) Народного комісаріату зовнішньої торгівлі СРСР.
У жовтні 1937 — червні 1941 року — юрисконсульт торгового представництва СРСР у Мілані, потім у Римі (Італія).
З червня по липень 1941 року — старший юрисконсульт Народного комісаріату зовнішньої торгівлі СРСР.
У липні 1941 — червні 1942 року — курсант Військово-юридичної академії.
У червні 1942 — травні 1943 року — інструктор 7-го відділу політичного управління Південного, а потім Закавказького фронтів РСЧА.
Член ВКП(б) з травня 1943 року.
У травні 1943 — березні 1945 року — начальник італійського сектору і старший викладач антифашистських курсів військовополонених у таборі НКВС № 165.
У березні — жовтні 1945 року — уповноважений у справах Італії в Інституті № 99.
З жовтня по грудень 1945 року — старший інспектор 7-го управління Головного політичного управління РСЧА.
У грудні 1945 — вересні 1947 року — інструктор відділу міжнародних відносин ЦК ВКП(б). У вересні — жовтні 1947 року — референт відділу зовнішньої політики ЦК ВКП(б).
У жовтні 1947 — січні 1950 року — завідувач відділу редакції газети «За міцний мир, за народну демократію!».
З січня 1950 по квітень 1953 року — завідувач підвідділу зовнішньополітичної комісії ЦК ВКП(б). У 1952 році — завідувач італійського сектору зовнішньополітичної комісії ЦК ВКП(б).
У квітні 1953 — червні 1957 року — заступник завідувача відділу ЦК КПРС із зв'язків з іноземними комуністичними партіями.
У червні 1957 — жовтні 1965 року — заступник завідувача міжнародного відділу ЦК КПРС.
У жовтні 1965 — квітні 1968 року — завідувач відділу інформації ЦК КПРС.
7 лютого 1968 — 30 листопада 1969 року — надзвичайний і повноважний посол СРСР в Алжирі.
Помер 30 листопада 1969 року в Алжирі. Похований в Москві на Новодівочому цвинтарі.

## Звання
- майор

## Нагороди
- три ордени Трудового Червоного Прапора (1957, 1960)
- орден «Знак Пошани»
- медаль «За оборону Кавказу»
- медаль «За перемогу над Німеччиною у Великій Вітчизняній війні 1941—1945 рр.»
- медалі
- надзвичайний і повноважний посол